# Strilnîkî, Bahmaci
Strilnîkî (în ucraineană Стрільники) este o comună în raionul Bahmaci, regiunea Cernihiv, Ucraina, formată numai din satul de reședință.

## Demografie
Componența lingvistică a comunei Strilnîkî
     Ucraineană (99,14%)
     Alte limbi (0,86%)
Conform recensământului din 2001, majoritatea populației comunei Strilnîkî era vorbitoare de ucraineană (99,14%), existând în minoritate și vorbitori de alte limbi.